# Chenopodium petiolariforme
Chenopodium petiolariforme är en amarantväxtart som först beskrevs av Paul Aellen, och fick sitt nu gällande namn av Paul Aellen. Chenopodium petiolariforme ingår i släktet ogräsmållor, och familjen amarantväxter. Inga underarter finns listade i Catalogue of Life.